# Huombois
Huombois is een plaats in de bossen ten zuiden van Étalle in de streek de Gaume in de Belgische Provincie Luxemburg.
Deelgemeenten: Buzenol · Chantemelle · Étalle · Sainte-Marie · Vance · Villers-sur-Semois

Overige dorpen: Croix Rouge · Fratin · Huombois · Lenclos · Mortinsart · Sivry · Villers-Tortru

Belgische gemeenten · Arrondissement Virton · Luxemburg · Wallonië